# Organotrophie
Organotrophie (griechisch τροφή = Ernährung) bezeichnet in der Biologie die Deckung des Bedarfs von Lebewesen an Reduktionsmitteln aus organischen Stoffen.
Reduktionsmittel werden benötigt:
- im Zusammenhang mit dem Baustoffwechsel für Synthesen körpereigener Stoffe,
- im Zusammenhang mit dem Energiestoffwechsel chemotropher Lebewesen für energieliefernde Redoxreaktionen.

Das Adjektiv zu "Organotrophie" ist "organotroph" (organotrophe Lebewesen, organotropher Stoffwechsel).
Wird der Energiebedarf organotropher Lebewesen aus exergonen Stoffumsetzungen gedeckt (Chemotrophie), so bezeichnet man das als Chemoorganotrophie, wird er dagegen aus Licht gedeckt (Phototrophie), so bezeichnet man das als Photoorganotrophie.
Beispiele für chemoorganotrophe Lebewesen: Tiere, Mensch, Pilze, viele Bakterien
Beispiel für photoorganotrophe Lebewesen: das Bakterium Rhodospirillum
In der Regel nutzen organotrophe Lebewesen organische Stoffe nicht nur als Reduktionsmittel, sondern zugleich als Ausgangsstoffe für den Aufbau körpereigener Stoffe, wobei weniger Energie aufgewendet werden muss als bei Nutzung anorganischer Baustoffquellen. Man bezeichnet die Nutzung organischer Stoffe als Baustoffquellen als Heterotrophie.